# Toi c'est moi
Pour les articles homonymes, voir Toi, c'est moi.
Singles de Priscilla
Toujours pas d'amour
(2004) Jalousie
(2004)
Clip vidéo
[vidéo] « Toi c'est moi », sur YouTube
Toi c'est moi est une chanson de la chanteuse française Priscilla extraite de son troisième album, Une fille comme moi (paru début 2004).
En avril 2004, deux mois après la sortie de l'album, la chanson est publiée en single. Il s’agit du deuxième single de cet album.
La chanson débute à la 29e place en France dans la semaine du 11 avril et atteint deux semaines plus tard sa meilleure position à la 16e place.

## Liste des titres
Toutes les paroles sont écrites par Bertrand Châtenet, toute la musique est composée par Philippe Osman.
| 1. | Toi c'est moi     | 3:47 |
| 2. | Juste pour savoir | 3:54 |

| 1. | Priscilla en studio |  |

## Classements
| Classement (2004)               | Meilleure position |
| ------------------------------- | ------------------ |
| Belgique (Wallonie Ultratip 50) | 17                 |
| France (SNEP)                   | 16                 |